# 탄자니아 주재 외국공관 목록

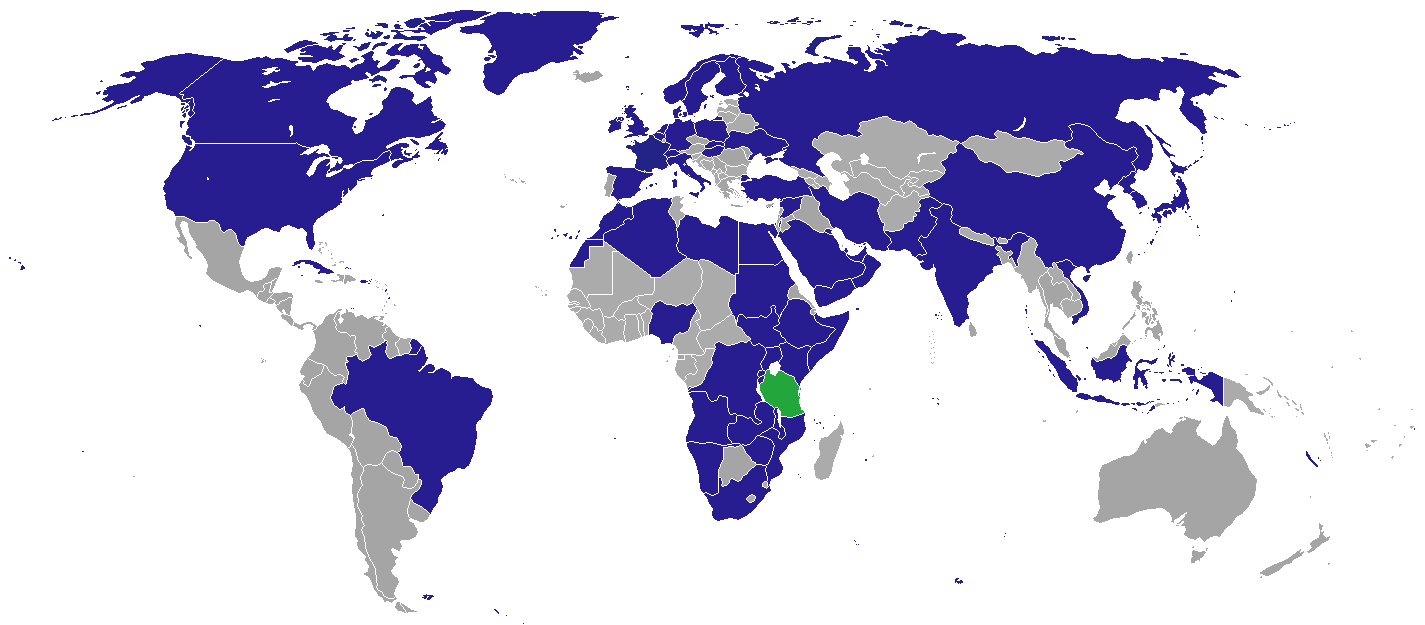
탄자니아에 설치한 외국공관들

다음은 탄자니아 주재 외국공관 목록이다. 현재 61개국이 탄자니아의 옛 수도이자 가장 큰 도시인 다르에스살람에 외교 사절단을 두고 있다. 현재 수도는 도도마이다.
다른 많은 나라들은 탄자니아에 대사를 임명하고 있으며, 대부분 나이로비나 아디스아바바에 거주하고 있다. 외교부는 공식 영사 명단을 유지하고 있다. 이 목록에는 명예 영사는 포함되어 있지 않다.

## 재외공관

### 다르에스살람주재 대사관 및 고등판무관 사무소
별표(*)로 표시된 항목은 영연방의 회원국이다. 그들의 대사관은 공식적으로 "고등판무관 사무소"로 불린다.
- 알제리
- 앙골라
- 벨기에
- 브라질
- 부룬디
- 캐나다*
- 중화인민공화국
- 코모로
- 콩고 민주 공화국
- 쿠바
- 덴마크 (2024년 폐쇄)[2]
- 이집트
- 에티오피아
- 핀란드
- 프랑스
- 독일
- 바티칸 시국
- 인도*
- 인도네시아
- 이란
- 아일랜드
- 이탈리아
- 일본
- 케냐*
- 쿠웨이트
- 리비아
- 말라위*
- 모로코
- 모잠비크*
- 나미비아*
- 네덜란드
- 나이지리아*
- 노르웨이
- 조선민주주의인민공화국
- 오만
- 파키스탄
- 팔레스타인
- 폴란드
- 카타르
- 러시아
- 르완다*
- 사하라 아랍 민주 공화국
- 사우디아라비아
- 소말리아
- 남아프리카 공화국*
- 대한민국
- 남수단
- 스페인
- 수단
- 스웨덴
- 스위스
- 시리아
- 튀르키예
- 우간다*
- 아랍에미리트
- 영국*
- 미국
- 베트남
- 예멘
- 잠비아*
- 짐바브웨

### 도도마의 사무실
2018년 7월, 각 주재 외교 공관은 이전을 장려하기 위해 신 수도에 5.5에이커의 부지를 제공받았다. 2021년 2월까지 10개국만이 타이틀 증서를 수집했다. 일부 외교관들은 이들이 재배치되는 데 10년 이상이 걸릴 것으로 추정하고 있다.
2023년 1월, 사미아 술루후 하산 대통령은 정부가 제공하는 장려금이 만료되기 전에 혜택을 받을 것을 외교계에 호소했다. 바티칸 시국과 우간다 모두 도도마로 이전할 계획을 가지고 있다.
- 중화인민공화국 (연락사무소)[9]
- 프랑스 (연락사무소)[10]
- 독일 (연락사무소)[11]

## 총영사관

### 아루샤
- 부룬디 (연락사무소)[12]
- 케냐[13]

### 키고마
- 부룬디[12]
- 콩고 민주 공화국

### 잔지바르시티
- 중화인민공화국
- 이집트
- 인도
- 모잠비크
- 오만
- 아랍에미리트[14]

## 같이 보기
- 탄자니아의 재외공관 목록